# 英仕曼集團

英仕曼集團（Man Group plc）是英國的一家投資管理公司。該公司是倫敦證券交易所上市公司，也是世界最大的公開上市對沖基金公司。英仕曼集團由James Man創業於1783年。

## 外部連結
- Official site （页面存档备份，存于）